# Fontaine-la-Mallet
Fontaine-la-Mallet – miejscowość i gmina we Francji, w regionie Normandia, w departamencie Sekwana Nadmorska.
Według danych na rok 1990 gminę zamieszkiwały 2482 osoby, a gęstość zaludnienia wynosiła 372 osoby/km² (wśród 1421 gmin Górnej Normandii Fontaine-la-Mallet plasuje się na 94. miejscu pod względem liczby ludności, natomiast pod względem powierzchni na miejscu 558.).